# Страх і відраза в Лас-Вегасі
«Страх і відраза в Лас-Вегасі: шалена подорож у серце американської мрії» (англ. Fear and Loathing in Las Vegas: A Savage Journey to the Heart of the American Dream), найвідомішим роман американського письменника Гантера Томпсона 1971 року з ілюстраціями британського ілюстратора Ральфа Стедмана. Вперше роман з'явився як історія з двох частин в журналі Rolling Stone, книга вийшла друком в 1972 році. В 1998 році вийшов фільм з тією ж назвою режисера Террі Гілліама з Джонні Деппом та Бенісіо дель Торо в головних ролях.

## Історія створення
Роман базується на двох подорожах до Лас Вегасу, які автор здійснив в компанії адвоката та активіста Оскара Зета Акоста в березні 1971 року. Результатом першої подорожі стало журналістське розслідування Томпсона про вбивство американського тележурналіста мексиканського походження Рубена Салазара, якого було вбито в 1970 році сльозогінною газовою гранатою з близької відстані поліцейськими Лос-Анжелеса під час придушення мітингу проти війни у В'єтнамі. Матеріали розслідування були надруковані в журналі «Rolling Stone». Акоста був основним джерелом інформації для історії Томпсона та для відкритого спілкування між латиноамериканцем та білим журналістом стала напружена атмосфера на расовому підґрунті Лос-Анжелеса. Обом було необхідне більш затишне місце для обговорення матеріалу, тому вони скористались пропозицією американського щотижневого спортивного журналу Sports Illustrated зі створення написів для фотокарток під час щорічних пустельних автоперегонів «Mint 400», які проводились з 21 по 23 березня 1971 року.
Томпсон занотував результати березневої мандрівки, витративши близько 36 годин на самоті в готельному номері. Ці нотатки згодом стали основою роману «Страх і відраза в Лас-Вегасі».
Написи, що супроводжували фотокартки Sports Illustrated із 250 слів перетворились на історію довжиною з роман для журналу Rolling Stone. При цьому перша робота автора на цю тему довжиною в 2500 слів була відхилена Sports Illustrated
Декілька тижнів згодом від першої поїздки Томпсон і Акоста повернулись до Лас Вегасу де мали зробити огляд Конференції адвокатської асоціації округу на тему наркотиків та небезпечних ліків, яка проводилась з 25 по 29 квітня 1971 року. Окрім відвідування конференції Томпсон і Акоста шукали шляхи для розкриття теми «Американської мрії», що стало основою для другої частини роману.
29 квітня 1971 року Томпсон розпочав роботу над написанням роману цілком, перебуваючи в готельному номері в Аркадії, штат Каліфорнія, використовуючи при цьому вільний від написання іншої статті для журналу Rolling Stone час.
У листопаді 1971 року Rolling Stone опублікував матеріали з обох мандрівок під назвою «Страх і відраза в Лас-Вегасі: шалена подорож у серце американської мрії», як історію, що складається із двох частин, ілюстровану британським ілюстратором Ральфом Стедманом, який два роки до цього вже працював із твором Томпсона. Американське видавництво «Random House» в липні 1972 надрукувало роман у твердій обкладинці з додатковими ілюстраціями Стедмана.

## Сюжет
«Час від часу енергія цілого покоління вибухає одним потужним зосередженим спалахом з причин, які свого часу ніхто насправді не розуміє — і які, якщо озирнутись назад, так і не пояснюють, що ж насправді відбулося», — говорить герой роману Гантера С. Томпсона (1937—2005) «Страх і відраза в Лас-Вегасі» (1972). Ця енергія викликає ейфорію, однак коли вона згасає, то залишає по собі лише сумні, випалені спалахом ландшафти, із якими доводиться якось давати собі раду. Рауль Дьюк, знаменитий ґонзо-журналіст та, за його власними словами, «одна з потвор, які втекли від Покоління Кохання», мчить на шикарному червоному кабріолеті разом зі своїм адвокатом-самоанцем пустелею до Лас-Веґаса, переслідуючи те, що видається йому Американською Мрією, однак відкриває для себе лише її темну, бридку сторону. «Страх і відраза в Лас-Вегасі» — це роман про похмілля після шаленої вечірки довжиною в ціле десятиліття, сповнений галюциногенним гумором, сюрреалістичними кошмарами, їдким сарказмом та щемливою ностальгією за прекрасним часом, коли покоління дітей-квітів «неслося на гребені високої та прекрасної хвилі…».

## Головні герої
- Рауль Дюк — журналіст, оповідач.
- Доктор Гонзо — адвокат.

## Реакція на роман
При першій появі роману в 1971 році багатьом критикам не сподобався нечіткий сюжет та сцени вживання наркотиків. Незважаючи на це, деякі оглядачі пророкували роману важливу роль в американській літературі. Після того, як роман набув популярності, рецензії стали позитивними. В будь-якому разі роман став орієнтиром в літературі про суспільство США на початку 1970 років.

## Видання роману українською
- Гантер Томпсон. Страх і відраза в Лас-Вегасі / пер. з англ. Гєника Бєлякова. — К. : Комубук, 2016. — 223 с. — 2000 екз. — ISBN 978-966-97490-0-0.